# Le Chenit
Le Chenit é uma comuna da Suíça, situada no distrito de Jura-Nord Vaudois, no cantão de Vaud. Tem 99,22 km² de área e sua população em 2018 foi estimada em 4.586 habitantes.